# 可児 (小惑星)
可児（かに、4265 Kani）は、小惑星帯に位置するC型小惑星。
1989年10月8日、水野義兼と古田俊正が岐阜県可児市で発見した。

## 名称
岐阜県可児市に因んで命名された。可児市は水野の居住地である。